# Marcello Venusti
Marcello Venusti (1512/5 - 1579) va ser un pintor manierista italià, que va treballar a Roma cap a mitjans del segle xvi.
Nadiu de Mazzo di Valtellina, a prop de Como, se suposa que va ser alumne de Perino del Vaga. És famós perquè va realitzar una còpia reduïda del Judici Final de Michelangelo, encarregada pel cardenal Alexandre Farnese, acabada en vida del mestre i que tingué la seva aprovació. La seva pintura del Crist al Jardí és a la Galeria Doria-Pamphilj. Buonarroti el va contractar per pintar una Anunciació en el seu disseny per a la Capella de Cesi, a l'església de Santa Maria della Pace. La còpia del Judici Final actualment és a Nàpols.
Al Palazzo Borghese hi ha un coixinet de Crist amb la seva Creu fet per ell, a partir d'un disseny de Michelangelo. Una Oració al Mont dels Olivars és a San Ignazio, a Viterbo, i una Sagrada Família i un Crist que expulsa als comerciants, que està a la National Gallery de Londres. Hi ha és també un Crist al Purgatori al Palazzo Colonna, a Roma.